# Gambrus wadai
Gambrus wadai är en stekelart som först beskrevs av Tohru Uchida 1936.  Gambrus wadai ingår i släktet Gambrus och familjen brokparasitsteklar. Inga underarter finns listade i Catalogue of Life.